# ثريا الدرديري
ثريا الدِّردِيري أول سودانية ضمن لجنة لصياغة دستور السودان لعام 1953م الذي يعتبر أول وثيقة لمشروع الحكم الذاتي للسودان. تعتبر من اوائل النساء في تاريخ العمل السياسي عبر عملها في لجنة الدستور

## العمل العام
تم تكريمها في عدد من المناسبات تقديرا لمجهوداتها من خلال الاتحادي النسائي السوداني والتي كللت بنجاح النساء في المشاركة عبر حق التصويت في الإنتخابات في عام 1953م.